# 朱守琛
朱守琛（1956年—），河北沧县人，汉族，中华人民共和国政治人物、第十二届全国人民代表大会河北地区代表。
毕业于中国共产党河北省委党校函授学院，担任河北建新化工股份有限公司总经理。2008年起担任全国人大代表。2013年，被选为全国人大代表。